# Nagydoba

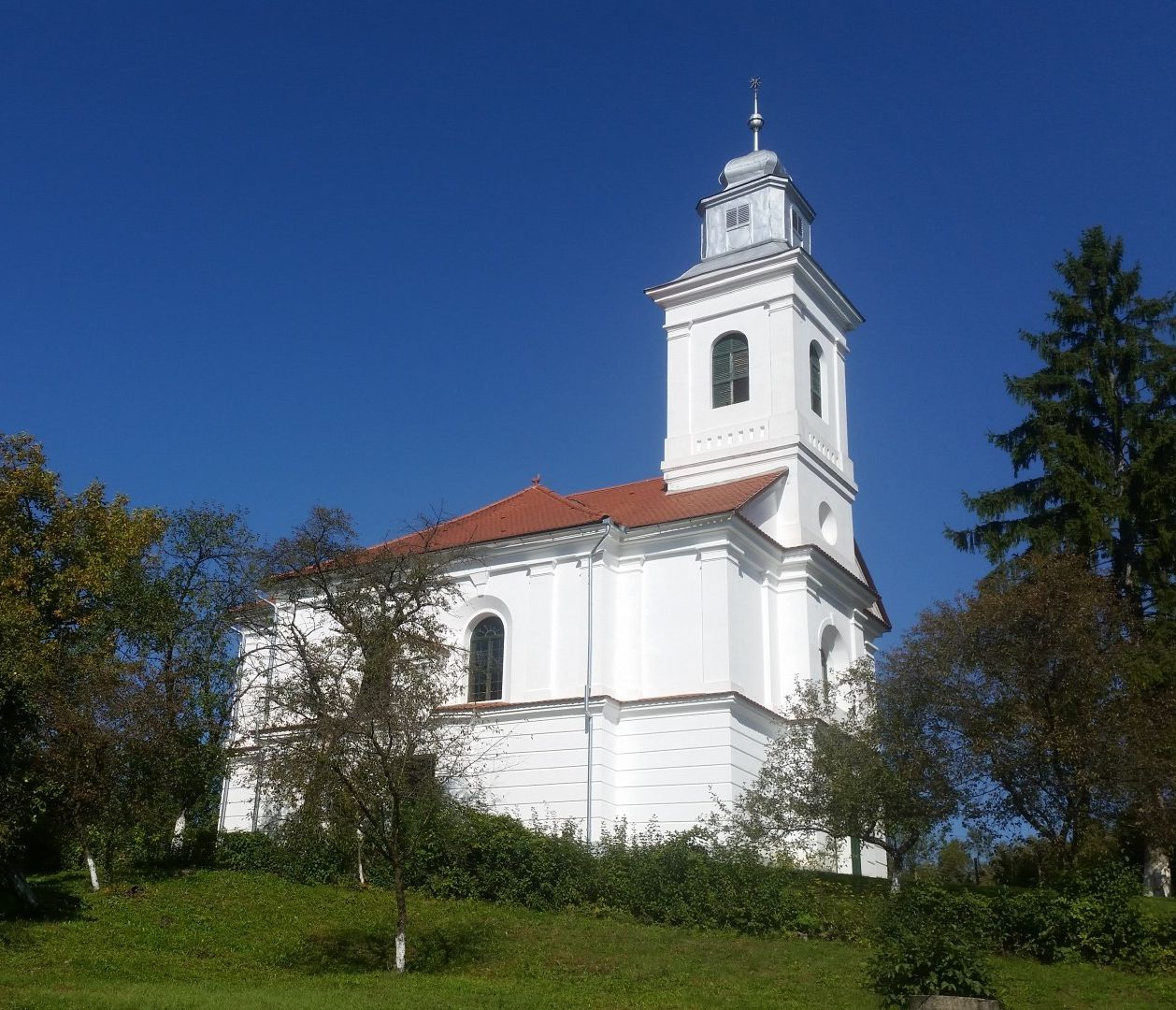
Nagydobai ref.templom

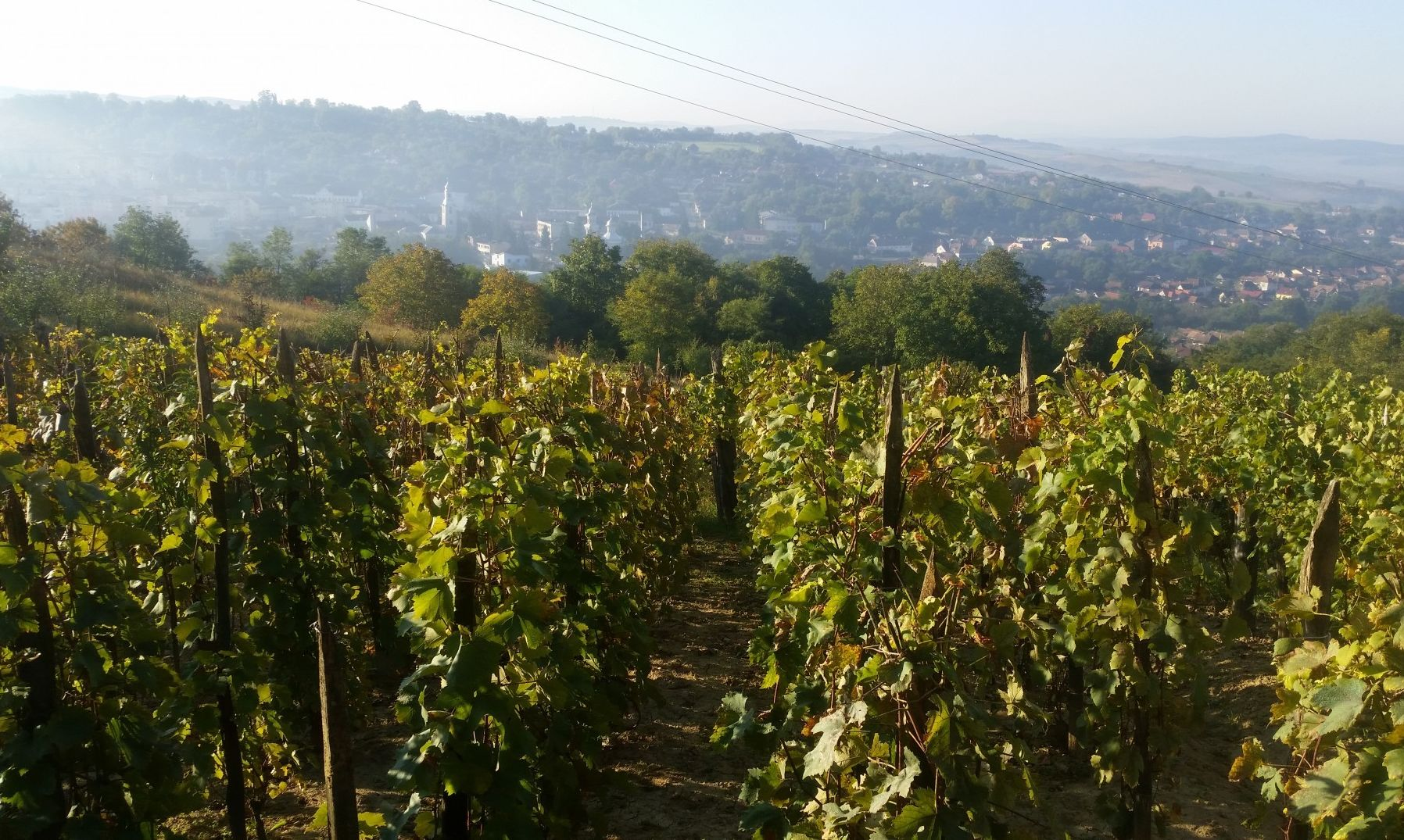
Szőllős

Nagydoba (románul: Doba)  falu Romániában, Szilágy megyében.

## Fekvése

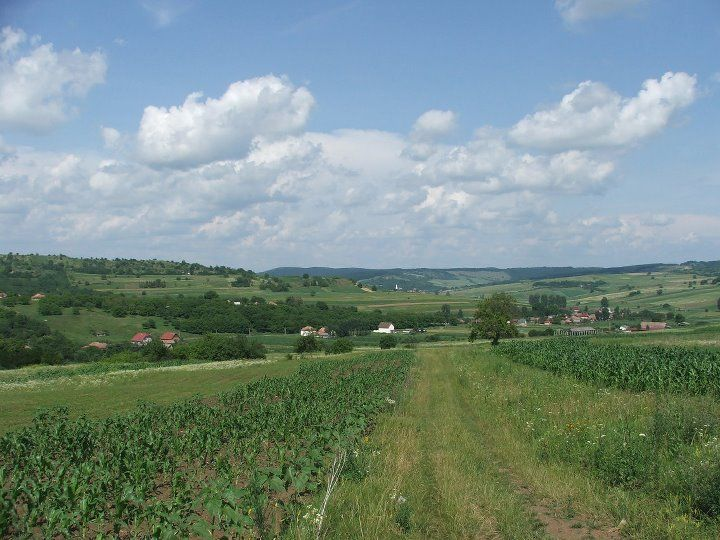
Nagydoba

Szilágy megyében, Szilágysomlyótól északkeletre, a Szilágy-patak bal oldalán, Szilágygörcsön és Menyő között fekvő település.

## Története
Az 1900-as évek elején két Doba volt egymás mellett: Kisdoba és Nagydoba néven.
Nevét a Váradi regestrum említette először Tuka?, Duba neveken. Neve szláv szó, amely a dub, dubrava szavakból alakult ki.
1363-ban Doba, 1417-ben Egyházasdoba, 1439-1444 körül Nagy-Doba, 1442-ben Nadoba, 1454-ben Naghdoba, 1549-ben Nag Doba, 1693-ban Nagidoba-nak írták nevét.
1363-ban Doba a Dobai család: Dobai Miklósnak és fiának Bertalannak, valamint Miklós testvérének Jánosnak birtoka volt.
A Dobai testvérek szolnokmegyei várjobbágyok voltak, akiknek I. Lajos király adományozott nemességet, és egyben őket és dobai birtokaikat is felmentette a várjobbágyi kötelezettségek alól.
1456 előtt Szilágyi Pálnak volt itt birtoka, melyet Csete Pál fia kapott meg.
1519-ben Nagy- és Kisdoba részbirtokot II. Lajos király új adomány címén adta néhai Szabó (Székely?) Tamás fiának.
1618-ban Menyői Móré Bálint dobai részbirtokán megosztoztak özvegye és gyermekei.
1641-ben Dobai István utódnélküli halála után annak birtokairól Rákóczi György kért jelentést.
1718-ban Dobai György és neje Szécsi Judit gyermekei megosztoztak a szüleiktől maradt nagydobai birtokrészeken.
1733-ban Kis- és Nagydobán 6 oláh család lakott.
1797-ben végzett összeíráskor fő birtokosnak írták össze Nagydoba községből Décsei Zsigmondot.
1847-ben Nagydobának 466 lakosa volt, ebből 32 görögkatolikus, 434 református.
1890-ben 329 lakosa volt, melyből magyar nyelvű 270, oláh 59, melyből 1 római katolikus, 63 görögkatolikus, 257 református, 8 izraelita volt. A házak száma ekkor 77 volt.
Nagydoba a trianoni békeszerződés előtt Szilágy vármegye Zilahi járásához tartozott.

## Nevezetességek
- Református templomát a négy evangélista tiszteletére 1876-ban építették az előző gótikus stílusú lebontott templom helyett.

A szájhagyomány szerint a falu lakói épp istentiszteletre gyűltek egybe, mikor az ellenség megrohanta a templomot, a benne levők nagy részét legyilkolta, és csaknem az egész községet fölégette.
- Szent Mihály és Gábriel arkangyalok-fatemplom[1]

## Legendák[2]

### Nagydobai Császár-patak
Tanácstalanság övezi a Császár-patak névadóját illetően, de annál bővebb a hozzáfűzött magyarázat. Ugyanis „a Császár-patak medrében Nagydobán, ahol két kis csermely összefoly, van egy barnás kő, amely faragott ajtóra hasonlított, dióverő rúd mélységig ástak alá, de nem sikerült kimozdítani. Állítólag Obor, magyar vezér kincsei rejtőznek alatta". 

### Kisdobai templom alatti alagút
Egy hiedelem szerint: a Kisdobai templom alatt alagút található, amit fedőlap zár le az Úrasztala alatt, és azt nem szabad felemelni, mert akik lementek az alagútba, vissza sosem jöttek. Ez az alagút az Erdődi várhoz vezet és Rákóczihoz kapcsolódik. 

### Kisdobai Lehel-patak
Lehel-patak nevét Lehelről kapta, aki ott fújta meg a kürtjét rohamra, s olyan iszonyatos csata volt, annyi vér folyt, hogy Vérvölgy lett lejjebb a település neve is. Ekkor keletkezett aztán Menyő, mint menhely a menekülőknek.

## Külső hivatkozások

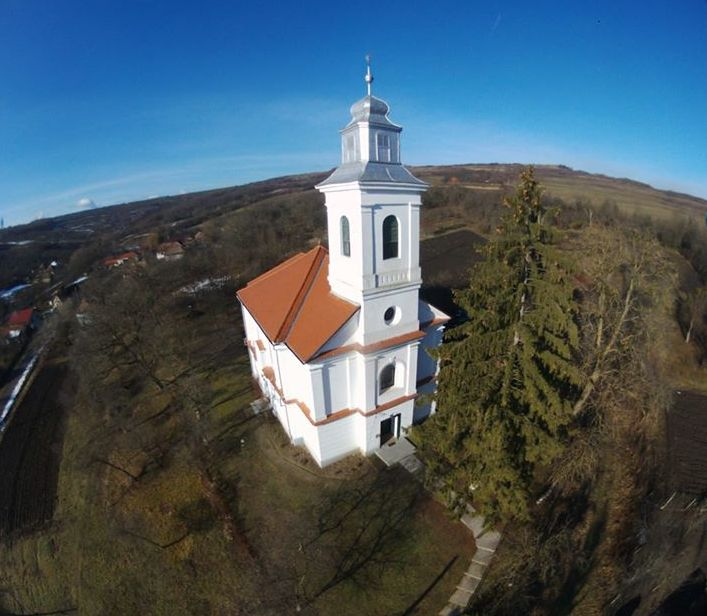
Templom

- Doba weboldala Archiválva 2010. november 14-i dátummal a Wayback Machine-ben